# ناصر عاشوری قلعه‌رودخانی
ناصر عاشوری قلعه‌رودخانی نمایندهٔ دوره پنجم و هفتم و دورهٔ نهم مجلس شورای اسلامی و عضو کمیسیون اقتصادی مجلس شورای اسلامی از حوزهٔ انتخابیهٔ فومن و شفت در استان گیلان بود.